# Karim Touzani
 (mars 2019).
Karim Touzani, né le 11 septembre 1980 à Amsterdam aux Pays-Bas, est un footballeur néerlando-marocain ayant évolué au poste de milieu défensif. Il est le grand frère du freestyleur Soufiane Touzani.

## Biographie

### Carrière en club
Après avoir été formé au sein de l'académie de l'Ajax Amsterdam, Karim Touzani fait ses débuts professionnels en faveur du FC Utrecht. Le joueur joue seulement huit matchs lors de sa première saison (1999-2000). Lors des trois prochaines saisons, le joueur se révèle aux Pays-Bas comme étant un des meilleurs milieu défensif de l'Eredivisie. 
Lors d'un entraînement, le 29 novembre 2002, il se blesse après un tacle de Dirk Kuijt, ce qui mettra fin à la saison de Karim Touzani. Après avoir passé six mois à l'infirmerie, le joueur sera transféré à l'hôpital d'Amsterdam pour subir une opération des deux jambes. Le 26 janvier 2004, il fait son grand retour lors d'un match de championnat face au Feyenoord Rotterdam, rencontre au cours de laquelle il est de nouveau victime d'un grave tacle de la part de Danko Lazović. Le joueur recevra un carton rouge, pendant que Touzani sera de nouveau blessé, pour une durée de trois semaines. 
Afin de relancer sa carrière, Karim Touzani décide de signer un contrat de trois ans au sein du club du FC Twente. Le joueur gagne lors de la saison 2004-2005 la confiance de l'entraîneur et dispute une saison complète. Toutefois, lors de la saison qui suit, le joueur joue seulement deux matchs et décide alors de se lancer à nouveau dans le championnat écossais, avec le club de l'Aberdeen FC. Il y joue deux saisons, avant de faire son retour en Eredivisie au Sparta Rotterdam, club dans lequel il prend sa retraite footballistique après y avoir passé trois saisons.
Le bilan de la carrière de Karim Touzani s'élève à 105 matchs en Eredivisie, pour trois buts inscrits, 25 matchs en Premiership (un but), et enfin six matchs en Coupe de l'UEFA.

### Carrière internationale
Il reçoit plusieurs sélections avec l'équipe des Pays-Bas espoirs en 2000 et 2001.

## Palmarès

### En club
Avec le FC Utrecht
- Coupe des Pays-Bas
  - Vainqueur en 2004
  - Finaliste en 2002